# Snova v SSSR
Pour les articles homonymes, voir Back in the USSR (homonymie).
Albums de Paul McCartney
All the Best! Flowers in the Dirt
Snova v SSSR, stylisé en cyrillique СНОВА В СССР (russe : Снова в СССР ; litt. « Retour en URSS », en référence à la chanson à succès des Beatles « Back in the USSR »), aussi appelé « l'album russe », est le septième album studio de Paul McCartney paru en 1988 en Union soviétique. Il découle de deux journées de séances d'enregistrements en juillet 1987 durant lesquelles le chanteur, tentant de reproduire l'exploit des Beatles avec Please Please Me, cherche à mettre en boîte un album complet de reprises de rock and roll en un minimum de temps.

## Historique
Craignant que la critique, qui a déjà accueilli froidement sa dernière production originale, Press to Play, voit dans un album de reprises un aveu de perte de créativité, McCartney choisit de faire un pari audacieux. Il publie en effet dans un premier temps l'album uniquement en URSS. Médiatiquement, le coup est réussi, d'autant que l'artiste présente l'opération comme un geste de paix dans un climat politique tendu.
L'album, très rare dans le bloc ouest, n'en est pas moins attendu. Il est finalement publié dans le reste du monde en 1991. Au Japon, il atteint la 48e place des charts, la 63e au Royaume-Uni et la 109e aux États-Unis. L'accueil est également positif en URSS.
Il est édité sur CD en version augmentée en 1991 et remastérisé dans sa version originelle à onze pistes en 2019.

## Liste des chansons

### Version russe
Face 1
| No | Titre                         | Paroles                         | Durée |
| -- | ----------------------------- | ------------------------------- | ----- |
| 1. | Kansas City                   | Jerry Leiber/Mike Stoller       | 4:02  |
| 2. | Twenty Flight Rock            | Eddie Cochran/Ned Fairchild     | 3:03  |
| 3. | Lawdy, Miss Clawdy            | Lloyd Price                     | 3:17  |
| 4. | Bring It On Home to Me (en)   | Sam Cooke                       | 3:14  |
| 5. | Lucille                       | Richard Penniman/Albert Collins | 3:13  |
| 6. | Don't Get Around Much Anymore | Duke Ellington/Bob Russell      | 2:51  |

Face 2
| No | Titre                 | Paroles                                        | Durée |
| -- | --------------------- | ---------------------------------------------- | ----- |
| 1. | That's All Right Mama | Arthur Crudup                                  | 3:47  |
| 2. | Ain't That a Shame    | Fats Domino/Dave Bartholomew                   | 3:43  |
| 3. | Crackin' Up           | Ellas McDaniel                                 | 3:55  |
| 4. | Just Because          | Bob Shelton/Joe Shelton/Sydney Robin           | 3:34  |
| 5. | Midnight Special (en) | Traditionnel - Arrangements par Paul McCartney | 3:59  |

### Réédition de 1991
L'astérisque dénote un titre bonus. Le symbole ‡ dénote une chanson qui avait été incluse dans la seconde édition de la version russe publiée un mois plus tard.
| No  | Titre                               | Paroles                                        | Durée |
| --- | ----------------------------------- | ---------------------------------------------- | ----- |
| 1.  | Kansas City                         | Jerry Leiber/Mike Stoller                      | 4:02  |
| 2.  | Twenty Flight Rock                  | Eddie Cochran/Ned Fairchild                    | 3:03  |
| 3.  | Lawdy, Miss Clawdy                  | Lloyd Price                                    | 3:17  |
| 4.  | I'm in Love Again (en) *            | Fats Domino/Dave Bartholomew                   | 2:58  |
| 5.  | Bring It On Home to Me (en)         | Sam Cooke                                      | 3:14  |
| 6.  | Lucille                             | Richard Penniman/Albert Collins                | 3:13  |
| 7.  | Don't Get Around Much Anymore       | Duke Ellington/Bob Russell                     | 2:51  |
| 8.  | I'm Gonna Be a Wheel Someday (en) ‡ | Fats Domino/Dave Bartholomew/Roy Hayes         | 4:12  |
| 9.  | That's All Right Mama               | Arthur Crudup                                  | 3:47  |
| 10. | Summertime ‡                        | George Gershwin                                | 4:57  |
| 11. | Ain't That a Shame                  | Fats Domino/Dave Bartholomew                   | 3:43  |
| 12. | Crackin' Up                         | Ellas McDaniel                                 | 3:55  |
| 13. | Just Because                        | Bob Shelton/Joe Shelton/Sydney Robin           | 3:34  |
| 14. | Midnight Special (en)               | Traditionnel - Arrangements par Paul McCartney | 3:59  |

## Personnel
Tous les morceaux ont été enregistrés le 20 juillet 1987 sauf "Don't Get Around Much Anymore", "Ain't That a Shame" et "Crackin' Up", enregistrés le 21 juillet.
20 juillet
- Paul McCartney – basse, chant
- Mick Green – guitare
- Mick Gallagher – piano
- Chris Whitten – batterie

21 juillet
- Paul McCartney – guitare, chant
- Nick Garvey – basse, chœurs
- Mick Gallagher – piano
- Henry Spinetti – batterie

## Classements
| Année | Pays        | Chart                                | Position | Semaines |
| ----- | ----------- | ------------------------------------ | -------- | -------- |
| 1991  | Japon       | Oricon Weekly Albums Chart (Top 100) | 48       | 3        |
| 1991  | Royaume-Uni | UK Albums Chart (Top 75)             | 63       | 1        |
| 1991  | États-Unis  | The Billboard 200                    | 109      | 3        |